# TIK-301

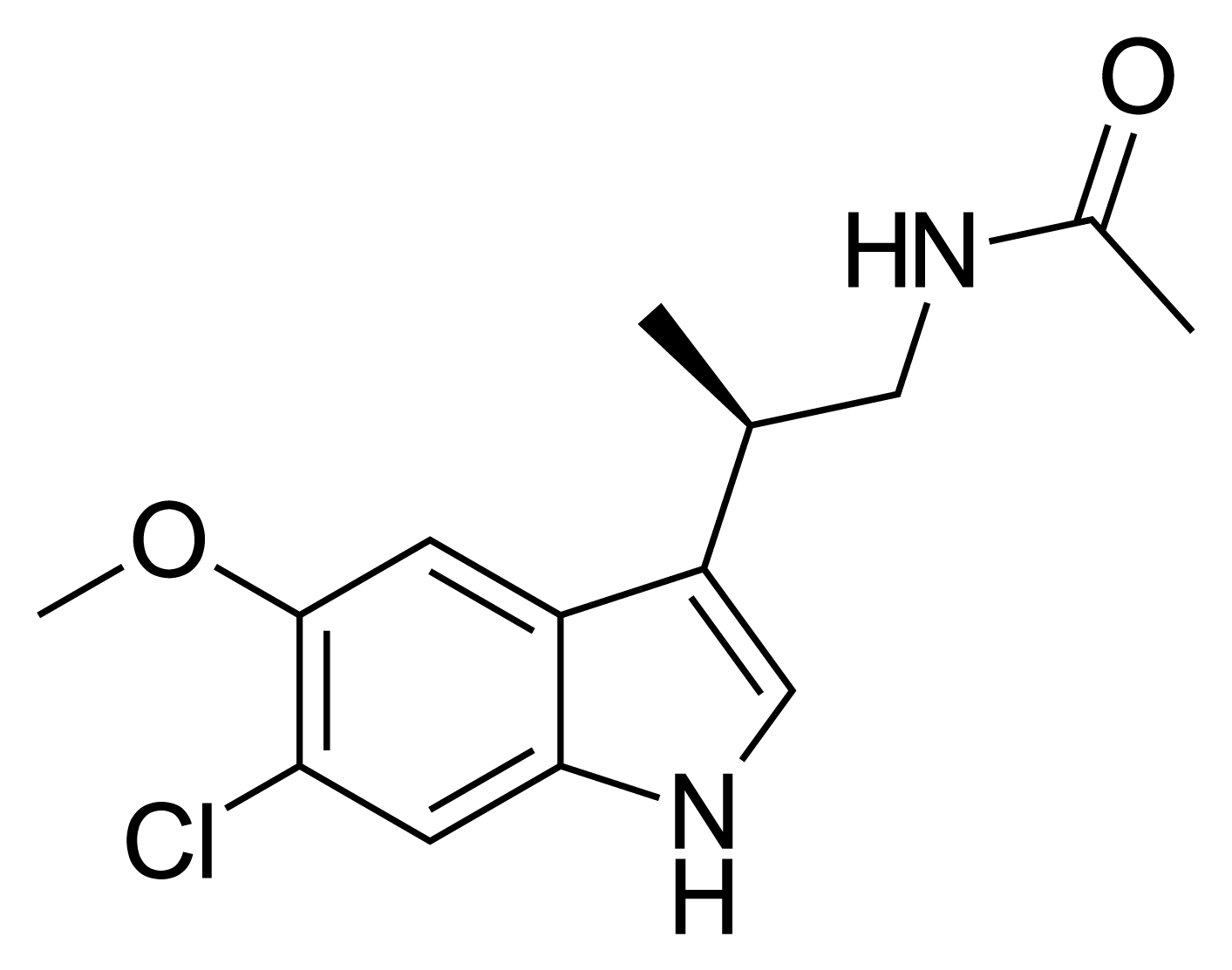
Estructura de TIK-301 (LY-156735)

El  (LY-156735) es un agonista de los receptores de melatonina llamados MT1 y MT2 que está en desarrollo para el tratamiento del insomnio y otros trastornos del sueño. Su acción agonista sobre los receptores: receptor de melatonina 1A (MT1) y receptor de melatonina 1B (MT2), en el núcleo supraquiasmático del cerebro permite su acción como cronobiótico. Pertenece a la misma clase de agonistas del receptor de melatonina que el ramelteón y el tasimelteón. 

## Historia y desarrollo
El TIK-301 se desarrolló por primera vez en Eli Lilly and Co en Indianápolis, IN como LY-156735. En 2002, obtuvo la licencia de Phase 2 Discovery para su posterior comercialización y desarrollo mundial como PD-6735. En julio de 2007, el nuevo fármaco en investigación (IND) abierto fue transferido a Tikvah Therapeutics Inc. en Atlanta, GA por Phase II Discovery, donde se le cambió el nombre a TIK-301. Debido a que ha sido comercializado y otorgado sublicencias por varias compañías, se puede hacer referencia a él por los tres nombres. En su mayoría, recientemente y comúnmente, se le conoce como TIK-301. 
El TIK-301 se encontraba en ensayos clínicos de fase II en 2002. En 2004, TIK-301 fue designado medicamento huérfano por la FDA. En 2005, se esperaba que TIK-301 entrara en ensayos de fase III.

## Farmacodinámica
El TIK-301 es un agonista MT1/MT2 no selectivo de alta afinidad. Los estudios demuestran que es más potente y eficaz que la melatonina. Su afinidad por MT1 es similar a la de la melatonina (pK i = 10,38, Ki = 81 pM) y su afinidad por MT2 es ligeramente mayor (pKi = 10,38, Ki = 42 pM). Este enantiómero tenía mayor afinidad por el sitio de unión en comparación con la mezcla racémica. La relación MT1/MT2 Ki es 1,9. Esta ligera preferencia por el receptor MT2 es común entre los derivados de melatonina con cloro. La acción de TIK-301 sobre los receptores MT1 y MT2 contribuye a sus efectos promotores del sueño porque los efectos de la melatonina en estos mismos receptores están relacionados con el mantenimiento del ciclo normal de sueño y vigilia. Se demostró que TIK-301 es eficaz para promover el sueño en varias dosis; Existe una relación dosis-respuesta positiva entre la dosis y la reducción de la latencia del sueño. La CE50 de TIK-301 es 0,0479 nM, en comparación con 0,063 nM para la melatonina. También actúa como antagonista de los receptores de serotonina 5-HT2B y 5-HT2C. 

## Farmacocinética
El TIK-301 se administra por vía oral. En comparación con la melatonina, tiene una biodisponibilidad nueve veces mayor y un área bajo la curva (AUC) seis veces mayor, lo que significa que el cuerpo retiene más dosis administrada. Se detectó TIK-301 en el plasma sanguíneo dentro de los 10 a 15 minutos de la administración de una dosis oral única y permanece en el sistema del paciente hasta 12 horas después de la dosis única. Las concentraciones plasmáticas aumentaron rápidamente y alcanzaron su punto máximo 1 hora después de la dosis, independientemente del tamaño de la dosis. La vida media del TIK-301 es de aproximadamente 1 hora. Esta vida media prolongada puede deberse en parte al cloro en su estructura. Las constantes de eliminación dependían de la dosis, la dosis de 20 de mg tuvo una constante de eliminación diferente de todas las demás dosis por encima de 35 mg.  

## Tratamiento
El TIK-301 es un fármaco que se toma según sea necesario para el insomnio primario, los trastornos del ritmo circadiano, la depresión y los trastornos del sueño en personas ciegas y se puede utilizar para aliviar la discinesia tardía inducida por neurolépticos en pacientes con esquizofrenia. En un ensayo clínico de fase I, se demostró que TIK-301 es eficaz como cronobiótico a una dosis de 5 mg/L, pero no en dosis más bajas. En un ensayo de fase II para el insomnio primario, los pacientes experimentaron mejoras objetivas y subjetivas en la latencia del sueño a los 20 mg (31% de mejora), 50 mg (32%) y dosis de 100 mg (41%). La mejora de la latencia del sueño a la dosis de 100 mg es comparable a los efectos de zolpidem aprobado por la FDA. No mostró tales efectos en pacientes sanos cuando se tomó antes de acostarse. En una prueba de ciclo circadiano con cambio de fase, el TIK-301 mostró eficacia para reajustar los cambios de fase en todos los sistemas fisiológicos. Si bien se ha demostrado que es eficaz para cambiar de fase el ritmo circadiano y reducir la latencia del sueño, no se ha demostrado que ayude a mantener el sueño, incluso en dosis de 20 mg o 200 mg.
Además de una ayuda para dormir, se ha encontrado que el TIK-301 es útil en el tratamiento de otros trastornos. Debido a su afinidad por los receptores de serotonina, tiene potencial para servir como un posible fármaco antidepresivo, similar a la agomelatina. También se ha considerado el uso de TIK-301 en pacientes con deterioro cognitivo leve (DCL) debido a la prevalencia de trastornos del sueño. Se ha informado que el TIK-301, así como otros agonistas de la melatonina, tienen potencial para prevenir o tratar la incontinencia urinaria, pero no se han probado en humanos para este propósito. También se considera un agente terapéutico potencial para la lesión de la médula espinal (LME); en dosis bajas (10 mg/kg) se observó beneficioso en ratas después de la LME, pero en dosis más altas (100 mg/kg), resultó tóxico.

## Efectos secundarios
No hubo efectos secundarios importantes ni graves en los ensayos de fase I, y en pocos casos se observaron efectos secundarios leves como diarrea, conjuntivitis y laringitis. A diferencia de los medicamentos para dormir con benzodiazepinas, la acción del TIK-301 en los receptores de melatonina reduce muchos efectos secundarios comunes de los medicamentos para dormir, como la dependencia. Además, el TIK-301 no tenía deficiencias psicomotoras latentes, mañana después. Algunos pacientes informaron casos de somnolencia en ensayos clínicos, lo que es consistente con los efectos soporíferos del fármaco.
Debido a su acción específica del receptor, no hay cambios asociados en la temperatura corporal central, la frecuencia cardíaca o la presión arterial como ocurre con otros medicamentos de melatonina.